# Cabo Carlota
El cabo Carlota (en inglés: Cape Charlotte) es un cabo que forma el lado sureste de la entrada a la bahía Paz en la costa norte de la isla San Pedro en el océano Atlántico. Fue descubierto en 1775 por una expedición británica al mando del capitán James Cook, quien lo nombró por la reina Carlota de Mecklemburgo-Strelitz, esposa del rey Jorge III del Reino Unido.
El terreno interior es principalmente montañoso, no así al noroeste es llano. El punto más alto está cerca de los 432 metros sobre el nivel del mar, 2.1 km al suroeste sobre Cabo Carlota. Actualmente deshabitado.
El islote al norte de este accidente geográfico es uno de los puntos que determinan las líneas de base de la República Argentina, a partir de las cuales se miden los espacios marítimos que rodean al archipiélago.